# Triumfetta brachistacantha
Triumfetta brachistacantha är en malvaväxtart som beskrevs av Standley. Triumfetta brachistacantha ingår i släktet triumfettor, och familjen malvaväxter. Inga underarter finns listade i Catalogue of Life.